# Stenellipsis longula
Stenellipsis longula là một loài bọ cánh cứng trong họ Cerambycidae.